# Quand Spike s'en mêle
Quand Spike s'en mêle est le 4e épisode de la saison 5 de la série télévisée Buffy contre les vampires.

## Résumé
Spike recueille Harmony, qui se croit traquée par Buffy. Tous deux commencent à conspirer contre la Tueuse. Joyce a un évanouissement et doit être emmenée à l'hôpital. Les examens qui lui sont faits ne donnent aucun résultat concluant. Alors que Dawn joue avec un stéthoscope, elle découvre que le rythme cardiaque de Riley est beaucoup trop élevé. Un docteur le prévient qu'il y a de forts risques qu'il fasse une crise cardiaque. Buffy décide de demander de l'aide aux militaires. Ils lui apprennent que Riley a besoin d'une opération le plus vite possible, car il pourrait mourir. Riley n'en veut pas car elle le priverait de sa force supérieure et il s'enfuit. Buffy charge alors Spike de retrouver Riley et de le conduire au chirurgien qui doit l'opérer mais, à la place, Spike enlève le médecin pour se faire enlever sa puce.
Buffy finit par retrouver Riley et réussit à le convaincre de se faire opérer. Ils découvrent que le chirurgien devant l'opérer a été enlevé par Spike et Harmony. Ils les retrouvent au moment où le docteur vient d'enlever sa puce à Spike. Un combat s'ensuit mais Spike découvre alors que le chirurgien a seulement fait semblant d'enlever sa puce et les deux vampires prennent la fuite. Le docteur opère ensuite Riley avec succès alors que Spike, à la suite d'un rêve particulièrement intense, réalise qu'il est amoureux de Buffy.

## Statut particulier
Noel Murray, du site The A.V. Club, évoque un épisode solide où l'arc narratif et thématique de la saison commence à se mettre en place car, malgré les apparences, « tout ne va pas bien entre Buffy et Riley et dans la vie de Buffy en général ». Pour la BBC, l'épisode est très bien écrit, « divertissant du début à la fin » et comporte  « quelques scènes formidables », notamment celle de l'opération de Spike, mais il n'a cependant rien de particulièrement mémorable. Mikelangelo Marinaro, du site Critically Touched, lui donne la note de B, estimant que c'est un épisode « intéressant mais inégal » avec d'un côté un « merveilleux aperçu de la relation entre Riley et Buffy » ainsi qu'une « subtile introduction » des développements à venir concernant Spike et Joyce, et d'un autre côté une « intrigue principale excessivement artificielle » et « peu mémorable ».

## Distribution

### Acteurs et actrices crédités au générique
- Sarah Michelle Gellar : Buffy Summers
- Nicholas Brendon : Alexander Harris
- Alyson Hannigan : Willow Rosenberg
- Marc Blucas : Riley Finn
- Emma Caulfield : Anya Jenkins
- Michelle Trachtenberg : Dawn Summers
- James Marsters : Spike
- Anthony Stewart Head : Rupert Giles

### Acteurs et actrices crédités en début d'épisode
- Mercedes McNab : Harmony Kendall
- Bailey Chase : Graham Miller
- Charlie Weber : Ben
- Time Winters : Dr Overheiser
- Amber Benson : Tara Maclay
- Kristine Sutherland : Joyce Summers